# Lechauen bei Thierhaupten
Das Naturschutzgebiet Lechauen bei Thierhaupten befindet sich direkt östlich des Lechs westlich von Thierhaupten. Es wurde am 1. März 1989 unter Naturschutz gestellt und ist mit 105,36 Hektar das größte Naturschutzgebiet im Landkreis Augsburg.
Die Lechauen bei Thierhaupten enthalten ein Altwasser des Lechs, den „Ellgauer Speichersee“, welches in den 1960er Jahren im Zuge des Flussausbaues erweitert wurde, sowie den umgebenden Auwald. Das Naturschutzgebiet schließt außerdem im Osten einen Abschnitt des Aubaches „Münsterer Alte“ ein, der unverbaut und gut erhalten ist. 
Die Gewässer-Waldkomplexe der Lechauen bei Thierhaupten sind Teil der Biotopbrücke Lechtal. Insbesondere die Verlandungszonen dieses Gebiets stellen wertvolle Brut- und Nahrungsbiotope dar, vor allem für Wasservögel und Sumpfvögel. 